# Мунші Премчанд
Мунші Премчанд (справжнє ім'я Дханпатрай Шрівастав; (31 липня 1880 — 8 жовтня 1936) — індійський письменник і публіцист, що писав на мовах урду і хінді. Працював вчителем і шкільним інспектором.

## Творчість
Індійський національно-визвольний рух мав значний вплив на творчість Премчанда. Перша збірка розповідей «Любов до батьківщини» була опублікована у 1909 році. Але представники англійської колоніальної влади спалили це видання.
Романи Премчанда «Обитель любові» (1922), «Арена» (1925), «Поле битви» (1932), «Жертовна корова» (1936), і збірки «Сім лотосів» (1917), «Ратний шлях» (1932) відобразили політичні події, боротьбу за соціальні права і антиколоніальний рух в Індії. Премчанд виступав з критикою свавілля колоніальної і феодальної влади, звертав увагу на слабкі місця традиційної культури і згубність релігійного фанатизму. Наслідком такої громадянської позиції Премчанда стало політичне переслідування.
Достоїнством творів Премчанда, що висвітлювали політичні і соціальні проблеми, виступала глибока психологічна характеристика дійових осіб. Премчанд вважав народ основною рушійною силою суспільства і боровся за затвердження гуманістичних ідеалів. Він став основоположником реалізму в літературах урду і хінді. Під його керівництвом видавалися журнали «Ханс» (1930—1936) і «Джагаран» (1932—1934).
Публіцистична діяльність Премчанда зіграла значну роль в розвитку реалістичної і демократичної літератури в Індії. Премчанд став одним із засновників Асоціації прогресивних письменників Індії (1936), що мала значний вплив на індійську літературу.

## Українські переклади
- Свято кохання: новели / Премчанд; пер. з хінді С. Наливайко; іл. Г. Ковпаненка; післямова В. Баліна.— К. : Дніпро, 1976.— 375 с.— (Зарубіжна новела) [Архівовано 14 травня 2015 у Wayback Machine.]
- Жертовна корова: роман / Премчанд; пер. з хінді С. Наливайко; іл. Г. Ковпаненка; післямова В. Баліна.— К.: Дніпро, 1979.— 383 с.